# Elecciones federales de Canadá de 1930

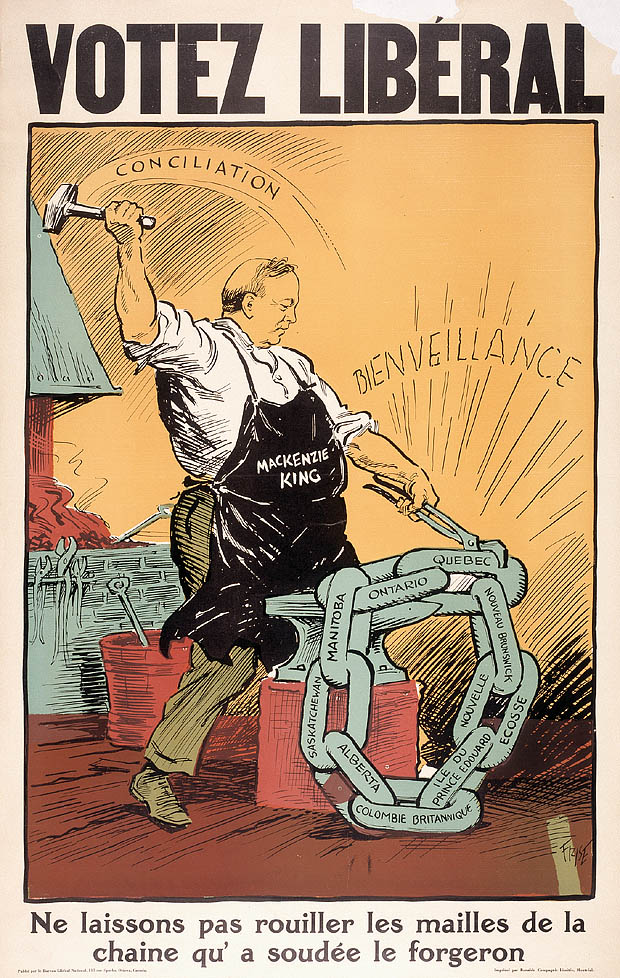
Afiche liberal francés a favor de King

La elección federal canadiense de 1930 para elegir a los miembros de la Cámara de los Comunes canadiense del 17º Parlamento de Canadá se celebró el 28 de julio de 1930. Richard Bedford Bennett líder del Partido Conservador ganó un gobierno mayoritario, derrotando al Partido Liberal dirigido por el Primer Ministro William Lyon Mackenzie King.
Los primeros signos de la Gran Depresión fueron claramente evidentes en las elecciones de 1930, y el líder del partido conservador, Richard Bennett, hizo campaña con propuestas de medidas agresivas para combatirla.

Propongo que cualquier gobierno del cual yo soy el jefe de la primera sesión del parlamento inicie cualquier acción que sea necesaria para este fin, o perecer en el intento. 
 Richard Bennett, 9 de junio de 1930

Parte de la razón del éxito de Bennett radicó en la propia gestión de los liberales del creciente desempleo de 1930. Por ejemplo, al presentar la fórmula liberal como la razón de la prosperidad económica de la década de los años veinte, los liberales cargaron con gran parte de la responsabilidad, merecida o no, de las consecuencias del desplome del mercado de valores estadounidense
Al parecer, King no se percató del aumento del desempleo producido, y siguió ensalzando la contribución de su gobierno a la prosperidad de Canadá. Las demandas de ayuda fueron respondidas con acusaciones de formar parte de una gran "conspiración tory", lo que llevó a King a hacer su famoso exabrupto de la "pieza de cinco centavos", con lo que se distanció de un número creciente de votantes. En retrospectiva, se puede entender el razonamiento de King. Tanto los alcaldes del Oeste como los primeros ministros provinciales que habían visitado a King con peticiones de ayuda eran abrumadoramente conservadores: en el caso de los primeros ministros, siete de nueve. King llegó a la conclusión en los debates parlamentarios de que, aunque la ayuda era competencia de las provincias, el hecho de que él creyera que no había ningún problema de desempleo significaba que las peticiones de las provincias no parecían ser más que una exageración política. Sin duda, los conservadores federales habían exagerado la depresión en sus primeras etapas únicamente para atacar al gobierno de King.
Varios factores más incidieron en la derrota de King. Aunque la obtención de fondos de fuentes a veces dudosas no era un problema, la máquina electoral liberal no era tan eficiente como lo había sido antes, principalmente debido a la edad y mala salud de muchos de sus estrategas principales. La campaña de King fue el exponente de la ley de Murphy ya que cada parada de campaña parecía encontrar al Primer Ministro con algún tipo de contratiempo.
Por el contrario, los conservadores de Bennett se mostraron eléctricos. Su dirigente, un hombre hecho a sí mismo, había reconstruido prácticamente su partido (una parte significativa con sus propios fondos) y desarrolló una máquina electoral que podía competir con la de los liberales. Además de una organización del partido muy sólida, los tories la aprovecharon. Compraron periódicos en áreas clave (especialmente en los bastiones liberales de Canadá Occidental y Quebec) y se aseguraron de que se mantuvieran el sesgo pro-tory. En la primera elección donde la radio jugó un papel importante, la voz vibrante y celosa de Bennett era extremadamente preferible a la de King. (La máquina Tory, por supuesto, se aseguró de que sólo los mejores spots de radio estaban disponibles para Bennett).
En las primeras elecciones en las que la radio desempeñó un papel importante, la voz vibrante y entusiasta de Bennett era extremadamente preferible a la de King. (La maquinaria tory, por supuesto, se aseguró de que sólo los mejores anuncios de radio estuvieran disponibles para Bennett). 
Además, la política arancelaria de Bennett, plasmada en su tristemente célebre promesa de "abrirse paso" a los mercados mundiales, fue muy bien recibida en los principales bastiones liberales de Occidente y Quebec. En Occidente, la producción agrícola se había visto perjudicada por la sobreproducción mundial, y ciertos grupos agrícolas de Quebec apoyaron firmemente la política arancelaria de Bennett. Los conservadores  ganaron gran parte del anterior voto de los progresistas y los agricultores en Occidente, y fueron elegidos con el 44% del voto popular en Quebec como una votación de protesta. Todos esos factores llevaron a la eventual elección de Bennett.
Los votantes canadienses estuvieron de acuerdo con Bennett y los conservadores fueron elegidos con una mayoría de 135 escaños en la Cámara de los Comunes. Los liberales bajo William Lyon Mackenzie King se convirtieron en la oposición oficial después de ser reducidos a 89, con los progresistas tomando sólo 3.

Richard Bennett lleva a los conservadores a una victoria federal aplastante, derrotando a los liberales de Mackenzie King conforme los votantes expresan su ira ante la depresión. 
 Título del periódico del 28 de julio de 1930.

Desafortunadamente para Bennett y los conservadores, la depresión trajo complejos problemas a los políticos y extrema dificultad para la mayoría de los canadienses. Bennett y los conservadores perdieron las elecciones de 1935 a los liberales bajo el anterior primer ministro William Lyon Mackenzie King.